# Josef Rottenkolber
Josef Rottenkolber (* 3. Mai 1890 in Röthenbach (Allgäu); † 11. Juni 1970 in Kempten (Allgäu)) war ein deutscher Gymnasiallehrer und Historiker aus Kempten. Dort setzte er sich in zahlreichen Publikationen mit dem Fürststift Kempten auseinander und bildete eine Grundlage für spätere Erforschungen in diesem Bereich. Die Stadt Kempten hat auf dem Reichelsberg im Bereich des Klinikums eine Straße nach dem Historiker benannt (Rottenkolberstraße ⊙).

## Leben

### Ausbildung
Rottenkolber war der Sohn eines Bahnbeamten. Nach einer Versetzung des Vaters besuchte Rottenkolber die Volksschule in Illereichen bei Illertissen und von 1900 bis 1904 ein Gymnasium in Dillingen an der Donau. Ab 1904 besuchte er das Humanistische Gymnasium in Kempten, dass er 1910 mit erfolgreichem Abitur abschloss. An der LMU München studierte er Geschichte und Germanistik. 1913 wurde er Aushilfspraktikant in Wunsiedel, 1915 Präfekt in Landsberg am Lech. An der Universität Würzburg schrieb er seine Dissertation über den Fürstabt Heinrich von Ulm (1607–1616, Fürststift Kempten). Dass sich der Historiker diesen Fürstabt als Thema aussuchte, sei laut Wolfgang Haberl (langjähriger Schriftleiter im Heimatverein Kempten) weniger ein Zufall, sondern Beweis „unverbrüchlicher Zuneigung zur Allgäuer Heimat“. Nach seiner Praktikantenzeit kam Rottenkolber im Oktober 1920 als Assistent an die Realschule in Neu-Ulm. Er wurde dort 1921 Studienrat. Zum 1. Mai 1938 wurde er an die Oberrealschule in Kempten (seit 1956 Allgäu-Gymnasium Kempten) versetzt.

### Zeit des Nationalsozialismus
Am 17. August 1941 fiel sein Sohn während der Kesselschlacht bei Smolensk beim westrussischen Jelnja, er widmete ihm sein Werk Aus Kemptens vergangenen Tagen. Rottenkolber war auch Mitglied in der Heimatschutzbewegung Heimatdienst Allgäu (davor seit 1912 Historischer Verein für das Allgäu zu Kempten, danach ab 1956 Heimatverein Kempten), in der er Ehrenmitglied wurde. Er war Ehrenphilister der Akademischen Ferienvereinigung Algovia. Für die Vereinszeitschrift Allgäuer Geschichtsfreund verfasste er mehrere Artikel, war für die jährlich erscheinende Publikation auch Schriftleiter. Am 30. Juni 1937 beantragte er die Aufnahme in die NSDAP und wurde rückwirkend zum 1. Mai desselben Jahres aufgenommen (Mitgliedsnummer 5.291.446).

### Die letzten Jahre, Ableben und Ehrungen
Rottenkolber war Mitglied der 1948 gegründeten Schwäbischen Forschungsgemeinschaft. Am 11. Juni 1970 verstarb Josef Rottenkolber. Postum wurde als Ehrung nach Rottenkolber in Kempten eine Straße benannt. In seiner Lebenszeit erhielt er ein Bundesverdienstkreuz und einen Allgäuer Ehrentaler. In der Reihe Lebensbilder aus dem Bayerischen Schwaben wurde 1980 über das Leben von Josef Rottenkolber geschrieben. Seine Aktivitäten zur nationalsozialistischen Zeit bleiben dort unerwähnt.

## Werk
Zwischen 1912 und 1960 schrieb Rottenkolber laut Wolfgang Haberl etwa 160 Veröffentlichungen. Er befasste sich insbesondere mit dem Kemptener Fürststift, aber auch mit der Geschichte Ulms und Neu-Ulms.

### Antisemitische Äußerungen
1938 schrieb Rottenkolber den vierten und letzten Band von Franz Ludwig von Baumann auferlegter Reihe Geschichte des Allgäus. Die Historikerin Martina Steber setzte sich mit der Heimatbewegung von der Kaiser- bis in die NS-Zeit im bayerischen Schwaben auseinander und schrieb zu diesem Band, dass einige Personen „die antisemitische Interpretation in die regionale Geschichtserzählung zu integrieren [suchten], wie dies etwa Josef Rottenkolber im vierten Band der von Baumann begonnenen ‚Geschichte des Allgäus‘ prominent vorexerzierte.“ Noch in Neuauflagen bzw. Nachdrucken von 1951 und 1973 waren die judenfeindlichen Aussagen enthalten, was die jüdische Gemeinde negativ bewertete. 
Unter Rottenkolbers Feder entstanden auch zahlreiche antisemitische Artikel, die in Zeitungen im Gau Schwaben erschienen sind. Die Texte befassten sich insbesondere mit der „Judenfrage in Schwaben“: Die Titel lauteten in der Augsburger National-Zeitung vom 3. Dezember 1938 beispielsweise Augsburgs Juden – schon seit Römerzeiten verhasst oder in der Neue Augsburger Zeitung vom 17. Dezember 1938 Ein jahrhundertelanger Kampf steht vor dem Abschluss: Den Juden ist das Handwerk gelegt. Es erschienen auch Artikel im Völkischen Beobachter. In der Zeitschrift Das schöne Allgäu veröffentlichte er 1939 das Gedicht: Juden.

### Veröffentlichungen (Auswahl)
- Aus Kemptens vergangenen Tagen Kösel, Kempten 1954.
- Geschichte des Allgäus Bd. 4, München 1938 und diverse Neuauflagen (1951, 1973)
- Kemptner Wanderbuch Kösel, Kempten 1951
- Das Distriktsspital [Verwaltg d. Distriktsspitals], Kempten 1941
- Geschichte der Stadt Kempten im 19. Jahrhundert Dannheimer, Kempten 1935
- Geschichte des hochfürstlichen Stiftes Kempten Kösel & Pustet, München 1933
- Die Schicksale Allgäuer Klosterbibliotheken in der Zeit der Säkularisation In: Zentralblatt für Bibliothekswesen Bd. 49, 1932, S. 431–438
- Geschichte der Realschule Neu-Ulm [Rektorat d. Realschule], Neu-Ulm 1930
- Geschichte des ehem. Frauenklosters St. Anna in Lenzfried Histor. Verein Allgäu, 1929